# Rupukkavaara
Rupukkavaara är en kulle i Finland. Den ligger i Sotkamo och landskapet Kajanaland, i den centrala delen av landet, 500 km norr om huvudstaden Helsingfors. Toppen på Rupukkavaara är 179 meter över havet.
Terrängen runt Rupukkavaara är huvudsakligen platt. Runt Rupukkavaara är det mycket glesbefolkat, med 3 invånare per kvadratkilometer. Närmaste större samhälle är Kajana, 13,1 km väster om Rupukkavaara. 